# NGC 5786
NGC 5786 este o galaxie spirală situată în constelația Centaurul. A fost descoperită în 5 iunie 1834 de către John Herschel. Se află la o distanță de 39,3 de megaparseci de Pământ.